# تاكوتو إيغوتشي
تاكوتو إيغوتشي (باليابانية: 井口卓人؛ بالكانا: いぐち たくと) هو مهندس ياباني، ولد في 13 فبراير 1988 في فوكوكا في اليابان.

## روابط خارجية
- تاكوتو إيغوتشي على موقع DriverDB.com (الإنجليزية)